# Lyophyllum
Genre
Le genre Lyophyllum (du nom vernaculaire les Lyophylles) regroupe des champignons agaricomycètes de la famille des Lyophyllaceae. 
Le nom du genre, construit sur le grec luô, "délier" et phullon, "feuillet", signifie donc "à lames libres".

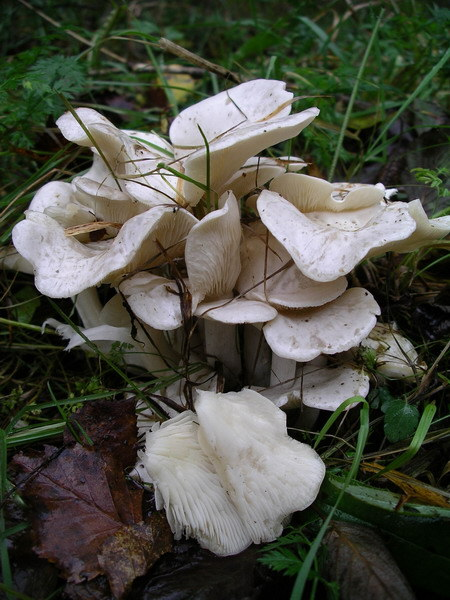
Lyophyllum connatum

Il s'agit de champignons de taille moyenne, à l'aspect trapu des tricholomes, poussant parfois en touffes, dans les bois. Le genre compte une cinquantaine d'espèces, dont les plus courantes sont :
- Lyophyllum connatum
- Lyophyllum decastes (ex - aggregatum)
- Lyophyllum fumosum
- Lyophyllum leucophaetum (ex - fumatofoetens), qui est l'espèce type
- Lyophyllum loricatum
- Lyophyllum shimeji

## Liste d'espèces
Selon NCBI (29 octobre 2013) :
- Lyophyllum ambustum
- Lyophyllum anthracophilum
- Lyophyllum atratum
- Lyophyllum caerulescens
- Lyophyllum connatum
- Lyophyllum crassifolium
- Lyophyllum decastes
- Lyophyllum deliberatum
- Lyophyllum favrei
- Lyophyllum fumosum
- Lyophyllum gangraenosum
- Lyophyllum infumatum
- Lyophyllum leucophaeatum
- Lyophyllum littoralis
- Lyophyllum loricatum
- Lyophyllum ochraceum
- Lyophyllum semitale
- Lyophyllum shimeji
- Lyophyllum sykosporum

Selon Catalogue of Life (29 octobre 2013) :
- Lyophyllum acutipes
- Lyophyllum admissum
- Lyophyllum aemiliae
- Lyophyllum albellum
- Lyophyllum amariusculum
- Lyophyllum amygdalosporum
- Lyophyllum biconicosporum
- Lyophyllum bonii
- Lyophyllum bresadolanum
- Lyophyllum brunneo-ochrascens
- Lyophyllum brunneum
- Lyophyllum calabrum
- Lyophyllum candidum
- Lyophyllum canescentipes
- Lyophyllum capniocephalum
- Lyophyllum chamaeleon
- Lyophyllum chondrocephalum
- Lyophyllum cistophilum
- Lyophyllum connatum
- Lyophyllum conocephalum
- Lyophyllum conoideospermum
- Lyophyllum corrugatum
- Lyophyllum crassifolium
- Lyophyllum crassipodium
- Lyophyllum daonense
- Lyophyllum decastes
- Lyophyllum deliberatum
- Lyophyllum dominicum
- Lyophyllum effocatellum
- Lyophyllum enudatum
- Lyophyllum eucalypticum
- Lyophyllum eustygium
- Lyophyllum fallax
- Lyophyllum favrei
- Lyophyllum fibrosipes
- Lyophyllum fistulosum
- Lyophyllum fragile
- Lyophyllum fuligineum
- Lyophyllum fumescens
- Lyophyllum fumosum
- Lyophyllum furfurellum
- Lyophyllum fuscobrunneum
- Lyophyllum geminum
- Lyophyllum gracile
- Lyophyllum graminicola
- Lyophyllum hebelomoides
- Lyophyllum helvella
- Lyophyllum heterosporum
- Lyophyllum hypoxanthum
- Lyophyllum ignobile
- Lyophyllum immundum
- Lyophyllum impudicum
- Lyophyllum infidum
- Lyophyllum infumatum
- Lyophyllum inodorum
- Lyophyllum interfurcatum
- Lyophyllum investitum
- Lyophyllum lanzonii
- Lyophyllum laticeps
- Lyophyllum leptosarx
- Lyophyllum leucophaeatum
- Lyophyllum littoralis
- Lyophyllum longisporum
- Lyophyllum loricatum
- Lyophyllum lubricum
- Lyophyllum lugubre
- Lyophyllum luteogriseascens
- Lyophyllum lutescens
- Lyophyllum maas-geesterani
- Lyophyllum macrosporum
- Lyophyllum maleolens
- Lyophyllum microsporum
- Lyophyllum minimisporum
- Lyophyllum mugonis
- Lyophyllum multiforme
- Lyophyllum mutabile
- Lyophyllum mycenoides
- Lyophyllum nigrescens
- Lyophyllum ochrocinerascens
- Lyophyllum odoratum
- Lyophyllum oldae
- Lyophyllum oligosterigmaticum
- Lyophyllum paelochroum
- Lyophyllum pallidum
- Lyophyllum pergamenum
- Lyophyllum phaeophyllum
- Lyophyllum piceum
- Lyophyllum praslinense
- Lyophyllum pseudoloricatum
- Lyophyllum pseudosinuatum
- Lyophyllum pulvis-horrei
- Lyophyllum pusillum
- Lyophyllum rhopalopodium
- Lyophyllum roberti-salvatoris
- Lyophyllum rosae-mariae
- Lyophyllum rugulosum
- Lyophyllum sabinum
- Lyophyllum scabrisporum
- Lyophyllum schulmannii
- Lyophyllum semitale
- Lyophyllum serius
- Lyophyllum shimeji
- Lyophyllum silanum
- Lyophyllum solidipes
- Lyophyllum stenosporum
- Lyophyllum subeustygium
- Lyophyllum subglobisporum
- Lyophyllum subnigricans
- Lyophyllum subnitens
- Lyophyllum subsimulans
- Lyophyllum suburens
- Lyophyllum sykosporum
- Lyophyllum tenebrosum
- Lyophyllum tomentellum
- Lyophyllum transforme
- Lyophyllum trigonosporum
- Lyophyllum tucumanense
- Lyophyllum umbriniceps
- Lyophyllum urbanense
- Lyophyllum venezuelanum
- Lyophyllum violaceifolium

Selon Index Fungorum (29 octobre 2013) :
- Lyophyllum acutipes Clémençon & A.H. Sm. 1983
- Lyophyllum admissum (Britzelm.) Consiglio & Contu 2001
- Lyophyllum aemiliae Consiglio 1998
- Lyophyllum albellum (Fr.) Consiglio & Contu 2001
- Lyophyllum albidipes Contu 2000
- Lyophyllum amariusculum Clémençon 1982
- Lyophyllum amygdalosporum Kalamees 1986
- Lyophyllum biconicosporum Clémençon & A.H. Sm. 1983
- Lyophyllum bonii Contu 1996
- Lyophyllum bresadolanum E. Ludw. 2001
- Lyophyllum brunneo-ochrascens E. Ludw. 2001
- Lyophyllum brunneum Dähncke, Contu & Vizzini 2010
- Lyophyllum caerulescens Clémençon 1982
- Lyophyllum calabrum Lavorato & Contu 2002
- Lyophyllum candidum Clémençon & A.H. Sm. 1983
- Lyophyllum canescentipes Clémençon & A.H. Sm. 1983
- Lyophyllum capniocephalum (Bull.) Kühner 1938
- Lyophyllum chamaeleon Clémençon & A.H. Sm. 1983
- Lyophyllum chondrocephalum Clémençon & A.H. Sm. 1983
- Lyophyllum cistophilum Vila & Llimona 2006
- Lyophyllum connatum (Schumach.) Singer 1939
- Lyophyllum conocephalum (P. Karst.) Clémençon 1981
- Lyophyllum conoideospermum Clémençon & A.H. Sm. 1983
- Lyophyllum corrugatum Clémençon & A.H. Sm. 1983
- Lyophyllum crassifolium (Fr.) Singer 1943
- Lyophyllum crassipodium Malençon & Bertault 1975
- Lyophyllum crassipodium Malençon & Bertault ex Contu 1998
- Lyophyllum daonense Ruini 2005
- Lyophyllum decastes (Fr.) Singer 1951
- Lyophyllum deliberatum (Britzelm.) Kreisel 1984
- Lyophyllum dominicum Pegler 1983
- Lyophyllum effocatellum (Mauri) Pacioni 1988
- Lyophyllum enudatum (Britzelm.) Singer 1943
- Lyophyllum eucalypticum (A. Pearson) M.M. Moser 1986
- Lyophyllum eustygium (Cooke) Clémençon 1982
- Lyophyllum fallax Kühner & Romagn. 1953
- Lyophyllum fallax Kühner & Romagn. ex Contu 2009
- Lyophyllum favrei (R. Haller Aar. & R. Haller Suhr) R. Haller Aar. & R. Haller Suhr 1950
- Lyophyllum fibrosipes (Métrod ex Bon) Consiglio & Contu 2001
- Lyophyllum fistulosum Clémençon & A.H. Sm. 1983
- Lyophyllum flavobrunnescens E. Ludw. & R. Dost 2012
- Lyophyllum fragile Jul. Schäff. 1947
- Lyophyllum fuligineum (Peck) Singer 1942
- Lyophyllum fumescens (Peck) Clémençon 1982
- Lyophyllum fumosum (Pers.) P.D. Orton 1960
- Lyophyllum furfurellum Clémençon & A.H. Sm. 1983
- Lyophyllum fuscobrunneum Dähncke, Contu & Vizzini 2011
- Lyophyllum geminum Clémençon & A.H. Sm. 1983
- Lyophyllum gracile Clémençon & A.H. Sm. 1983
- Lyophyllum graminicola (Bon) Ballero & Contu 1992
- Lyophyllum hebelomoides (Ew. Gerhardt) Consiglio & Contu 2002
- Lyophyllum hebelomoides (Ew. Gerhardt) E. Ludw. 2001
- Lyophyllum helvella (Boud.) Clémençon 1983
- Lyophyllum heterosporum (Singer) Singer 1973
- Lyophyllum hypoxanthum Joss. & Riousset 1975
- Lyophyllum ignobile (Sacc.) Clémençon 1982
- Lyophyllum immundum (Berk.) Kühner 1938
- Lyophyllum impudicum Dähncke, Contu & Vizzini 2011
- Lyophyllum infidum Dähncke, Contu & Vizzini 2010
- Lyophyllum infumatum (Bres.) Kühner 1938
- Lyophyllum inodorum (Bon) Consiglio & Contu 2002
- Lyophyllum interfurcatum E. Ludw. 2001
- Lyophyllum investitum Clémençon & A.H. Sm. 1983
- Lyophyllum konradianum (Maire) Kühner & Romagn. 1948
- Lyophyllum lanzonii Candusso 1995
- Lyophyllum laticeps (Kauffman) Clémençon 1982
- Lyophyllum leptosarx Clémençon & A.H. Sm. 1983
- Lyophyllum leucophaeatum (P. Karst.) P. Karst. 1881
- Lyophyllum littoralis (Ballero & Contu) Contu 1998
- Lyophyllum longisporum Malençon, P.-A. Moreau & Contu 2009
- Lyophyllum loricatum (Fr.) Kühner 1938
- Lyophyllum loricatum (Fr.) Kühner ex Kalamees 1994
- Lyophyllum lubricum Clémençon & A.H. Sm. 1983
- Lyophyllum lugubre (Peck) Clémençon 1982
- Lyophyllum luteogriseascens Clémençon & A.H. Sm. 1983
- Lyophyllum lutescens Clémençon & A.H. Sm. 1983
- Lyophyllum maas-geesterani Clémençon & Winterh. 1992
- Lyophyllum macrosporum Singer 1943
- Lyophyllum maleolens M. Melis & Contu 2001
- Lyophyllum microsporum A. Gennari 1998
- Lyophyllum minimisporum Consiglio & Contu 2001
- Lyophyllum mugonis Grilli & Marulli ex Contu 2000
- Lyophyllum mugonis Grilli & Marulli ex Grilli & Contu 2006
- Lyophyllum multiforme (Peck) H.E. Bigelow 1960
- Lyophyllum mutabile J. Favre 1960
- Lyophyllum mutabile J. Favre ex Contu & Consiglio 2006
- Lyophyllum mycenoides (Métrod ex Bon & Grilli) Consiglio & Contu 2001
- Lyophyllum nigrescens Hongo 1976
- Lyophyllum ochrocinerascens Clémençon & A.H. Sm. 1983
- Lyophyllum odoratum Raithelh. 1974
- Lyophyllum oldae (Svrček) Clémençon 1982
- Lyophyllum oligosterigmaticum Consiglio & Contu 2006
- Lyophyllum paelochroum Clémençon 1982
- Lyophyllum pallidum Clémençon & A.H. Sm. 1983
- Lyophyllum pergamenum (Cooke) Horniček 1978
- Lyophyllum phaeophyllum Vila & Llimona 2006
- Lyophyllum piceum Clémençon & A.H. Sm. 1983
- Lyophyllum praslinense Colucci & Galli 2010
- Lyophyllum pseudoloricatum Dähncke, Contu & Vizzini 2010
- Lyophyllum pseudosinuatum Consiglio, Contu & Saar 2004
- Lyophyllum pulvis-horrei E. Ludw. & Koeck 2001
- Lyophyllum pusillum Clémençon & A.H. Sm. 1983
- Lyophyllum rhopalopodium Clémençon 1982
- Lyophyllum roberti-salvatoris Consiglio 2002
- Lyophyllum rosae-mariae Contu & Vizzini 2010
- Lyophyllum rugulosum Clémençon & A.H. Sm. 1983
- Lyophyllum sabinum Contu, M. Curti & L. Perrone 2011
- Lyophyllum scabrisporum Clémençon & A.H. Sm. 1983
- Lyophyllum schulmannii (Harmaja) Harmaja 1979